# Cristian Gasperoni
Cristian Gasperoni (Lugo, 15 oktober 1970) is een Italiaans voormalig wielrenner. Hij reed nagenoeg zijn gehele carrière (11 jaar) voor Italiaanse ploegen.

## Belangrijkste overwinningen
1996
- 3e etappe Ronde van Zwitserland

1998
- GP Winterthur
- 2e etappe Ronde van de Ain
- Eindklassement Ronde van de Ain

1999
- 1e etappe Ronde van de Abruzzen
- Eindklassement Ronde van de Abruzzen

## Resultaten in voornaamste wedstrijden
| Jaar | Ronde van Italië | Ronde van Frankrijk | Ronde van Spanje |
| ---- | ---------------- | ------------------- | ---------------- |
| 1996 | 60e              |                     |                  |
| 1997 | opgave           |                     |                  |
| 1999 | 35e              |                     |                  |
| 2000 | 83e              |                     |                  |
| 2001 |                  |                     |                  |
| 2002 | 131e             |                     |                  |
| 2003 | 44e              |                     |                  |
| 2004 | opgave           |                     |                  |

| Jaar | Milaan-San Remo | Ronde van Lombardije |
| ---- | --------------- | -------------------- |
| 1996 | 73e             |                      |
| 1997 |                 |                      |
| 1999 |                 |                      |
| 2000 |                 |                      |
| 2001 | 32e             | 19e                  |
| 2002 | 155e            |                      |
| 2003 |                 |                      |
| 2004 |                 |                      |